# Telec
Telec (bułg. Телец) – chan Bułgarii w latach 762–765, z rodu Ugain.
Imiennik chanów protobułgarskich, średniowieczny dokument, zestawiający listę władców bułgarskich podaje, że Winech pochodził z arystokratycznego rodu Ugain i władał przez 3 lata. T. Wasilewski i G. Ostrogoski ustalają jego panowanie na lata 762 – 765; D. Lang na lata 761 – 763, W. Złatarski i I. Wenedikow na 761 – 764, a M. Moskow na lata 760 – 763.
Telec został wyniesiony do władzy przez opozycję wielkobojarską, w związku ze zwycięstwem w łonie arystokracji protobułgarskiej nastrojów wojennych i antybizantyjskich. Oznaczało to jednocześnie w polityce wewnętrznej kurs antysłowiański. W wyniku zmiany władzy i położenia masy ludności słowiańskiej, kronikarze bizantyńscy obliczają je na 208 tysięcy, opuściły państwo przenosząc się na tereny Cesarstwa. Zostali w większości osiedleni przez administrację bizantyńską na terenie temu Opsikion w Bitynii. Wykorzystując osłabienie Bułgarii cesarz Konstantyn V Kopronim podjął wielką wyprawę na Bułgarię. 800 łodzi przewiozło na brzeg bułgarski 9600 konnych. 30 czerwca 763 roku w bitwie pod Anchialos wojska bułgarskie zostały całkowicie rozbite. Klęska zaowocowała przewrotem pałacowym, obaleniem i śmiercią Teleca. Chanem został probizantyjsko nastawiony Sabin.